# اضطرابات الحركة
اضطرابات الحركة هي متلازمات سريرية يكون فيها إما زيادة أو ندرة في الحركة الإرادية واللاإرادية، بشرط أن لا يكون ذلك بسبب وجود ضعف أو تشنج.  تُعرف اضطرابات الحركة بأمراض العقد القاعدية أو أمراض خارج السبيل الهرمي. وتنقسم اضطرابات الحركة بشكل تقليدي إلى فئتين رئيسيتين هما زيادة الحركة ونقص الحركة . 
تشير اضطرابات فرط الحراك إلى خلل الحركة أو فرط الحركة، التي عادة ما تكون متكررة، والتي تتداخل مع التدفق الطبيعي للنشاط الحركي. 
تشير اضطرابات نقص الحراك إلى انعدام الحركة، أو نقص الحركة، أو بطء الحركة. في اضطرابات الحركة الأولية تكون الحركة غير الطبيعية هي المظهر الأساسي للاضطراب. أما في اضطرابات الحركة الثانوية، فإن الحركة غير الطبيعية تكون مظهر من مظاهر اضطراب نظامي أو عصبي آخر. 

## التصنيف
اضطرابات نقص الحراك
- مرض باركنسون الأولي
- باركنسونية ثانوية
- ضمور جهازي متعدد
- شلل فوق النوى مترقي

اضطرابات فرط الحراك
- التململ (بالإنجليزية: Akathisia)‏
- قصور الحركة أو نقص الحراك (بالإنجليزية: Hypokinesia)‏
  - تعذر الحركة (بالإنجليزية: Akinesia)‏
  - بطء الحركة (بالإنجليزية: Bradykinesia)‏
- الحركة التصاحبية (بالإنجليزية: Synkinesis أو Associated Movements)‏
- الكناع أو الكنع (بالإنجليزية: Athetosis)‏
- الرنح (بالإنجليزية: Ataxia)‏
- الزفن أو الحركة البالستية (بالإنجليزية: Ballismus)‏
  - الزفن الشقي (بالإنجليزية: Hemiballismus)‏
- شلل دماغي (بالإنجليزية: Cerebral palsy)‏
- الرقاص (بالإنجليزية: chorea)‏
  - رقاص سيدنهام (بالإنجليزية: Sydenham's chorea)‏
  - رقاص روماتزمي (بالإنجليزية: Rheumatic chorea)‏
  - داء هنتنغتون (بالإنجليزية: Huntington's disease)‏
- عسر الحركة أو خلل الحركة (بالإنجليزية: Dyskinesia)‏
- خلل الحركة المتأخر (بالإنجليزية: Tardive dyskinesia)‏
- خلل التوتر (بالإنجليزية: Dystonia)‏
  - خلل التوتر العضلي (بالإنجليزية: Dystonia muscularum)‏
  - تشنج الجفن (بالإنجليزية: Blepharospasm)‏
  - عسر التعبير الكتابي (بالإنجليزية: Writer's cramp)‏
  - صعر تشنجي (بالإنجليزية: Spasmodic torticollis)‏
  - داء سيغاوا (بالإنجليزية: Dopamine-responsive dystonia)‏
- ارتعاش أساسي (بالإنجليزية: Essential tremor)‏
- تشنج ذقني (بالإنجليزية: Geniospasm)‏
- رمع عضلي (بالإنجليزية: Myoclonus)‏
- متلازمة الحركة غير الحسنة العامة الأيضية (بالإنجليزية: Metabolic General Unwellness Movement Syndrome)‏
- اضطراب حركة المرآة (بالإنجليزية: Mirror movement disorder)‏
- شلل رعاشي (بالإنجليزية: Parkinson's disease)‏
- كنح رقصي انتيابي حركي التولد (بالإنجليزية: Paroxysmal kinesigenic choreoathetosis)‏
- كنع رقصي
- متلازمة تململ الساقين (بالإنجليزية: Restless legs syndrome)‏
- تقلص عصبي (بالإنجليزية: spasm)‏
- اضطراب الحركة النمطية (بالإنجليزية: Stereotypic movement disorder)‏
- نمطية (بالإنجليزية: Stereotypy)‏
- اضطراب العرة (بالإنجليزية: Tic disorder)‏
- متلازمة توريت (بالإنجليزية: Tourette syndrome)‏
- الرعاش (بالإنجليزية: Tremor)‏
  - رعاش الراحة
  - رعاش الوضع
  - رعاش حركي
  - رعاش أساسي (بالإنجليزية: Essential tremor)‏
- رعاش مخيخي (بالإنجليزية: Cerebellar tremor)‏
- رعاش فسلجي
  - داء ويلسون (بالإنجليزية: Wilson's disease)‏

## التشخيص
الخطوة الأولى: تحديد النوع السائد من اضطراب الحركة 
الخطوة الثانية : إعداد تشخيص تفريقي للاضطراب 
الخطوة الثالثة: تأكيد التشخيص عن طريق الاختبارات المعملية 
- فحص الأيض
- علم الاحياء المجهري
- علم المناعة
- فحص السائل الدماغي الشوكي
- علم الوراثة
- الآشعة
- الاختبارات الفسيولوجية العصبية
- الاختبارات الدوائية

## العلاج
يعتمد علاج اضطرابات الحركة على علاج سبب الاضطراب الأساسي. وقد أصبح من المعروف أن اضطرابات الحركة ترتبط بمجموعة متنوعة من أمراض المناعة الذاتية . 